# Braya glabella
Braya glabella är en korsblommig växtart som beskrevs av John Richardson. Enligt Catalogue of Life ingår Braya glabella i släktet fjällkrassingar och familjen korsblommiga växter, men enligt Dyntaxa är tillhörigheten istället släktet fjällkrassingar och familjen korsblommiga växter. Arten har ej påträffats i Sverige.

## Underarter
Arten delas in i följande underarter:
- B. g. glabella
- B. g. prostrata
- B. g. purpurascens